# بخش کارلسنبوری
بخش کارلسنبوری (به سوئدی: Karlsborgs kommun) یک ناحیه شهری در سوئد است که در شهرستان وسترا گوتلاند واقع شده‌است.